# Lilla Råsen
Lilla Råsen är en sjö i Skinnskattebergs kommun i Västmanland och ingår i Norrströms huvudavrinningsområde. Lilla Råsen ligger i Stora Flyten och Stormossen Natura 2000-område. Sjöns area är 0,02 kvadratkilometer och den är belägen 97 meter över havet.